# Vita privata di Winston Churchill

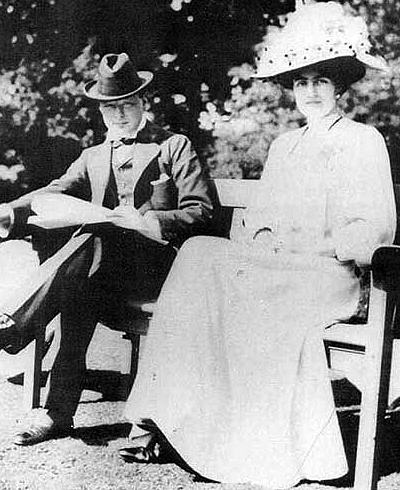
Winston Churchill con la moglie Clementine nel 1908

Winston Churchill accompagnò ad un'attiva e prolungata vita pubblica un'altrettanto intensa vita privata, che lo portò a contatto con alcuni dei personaggi più eminenti del suo tempo, nel mondo della politica, della cultura dello spettacolo e della moda. Si possono citare in proposito nomi come Mohandas Gandhi, Charlie Chaplin, Albert Einstein, Vivien Leigh e Coco Chanel. Il tema è stato oggetto di studi specifici riguardanti aspetti del personaggio che non attengono direttamente all'opera politica e militare per la quale è divenuto famoso.

## Personalità

### Aspetto fisico

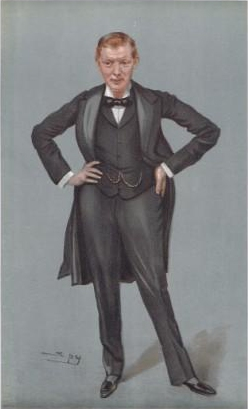
Churchill ventiseienne ritratto con i capelli fulvi in una vignetta di Vanity Fair, nel 1900, al momento del suo ingresso in Parlamento

Churchill era alto circa 168 cm e aveva gli occhi di colore azzurro, leggermente sporgenti (specie in gioventù), e molto penetranti. La moglie Clementine raccontò che la prima volta che lo conobbe, durante una cena, rimase impressionata e leggermente a disagio dal modo in cui il futuro marito la fissava, senza dire una parola, e dall'intensità del suo sguardo. I capelli erano di colore biondo-rossiccio (come quelli del padre e in generale della famiglia Spencer), tanto che durante l'infanzia Churchill era stato soprannominato dai suoi compagni di scuola "Copperknob", cioè "Pel di carota".
Durante gli anni a Dublino, quando il nonno ricoprì l'incarico di Viceré d'Irlanda, il piccolo Churchill venne conosciuto da Bram Stoker, che era divenuto amico di suo padre; l'autore di Dracula descrisse il bambino come "una testolina fulva con grandi lentiggini sulle guance». Intorno ai trent'anni cominciò comunque a perdere la capigliatura, che infatti nelle foto più note che lo ritraggono durante la Seconda guerra mondiale, quando già aveva 66 anni, non è presente. Churchill aveva una carnagione molto chiara e delicata, il che comportava che la pelle si irritasse facilmente. Per questo aveva l'abitudine di dormire completamente nudo e di indossare biancheria intima di sola seta. 
L'industriale e diplomatico italiano Silvio Crespi, che lo conobbe alla Conferenza di Versailles, ne lasciò questa descrizione nelle sue memorie:

### Carattere

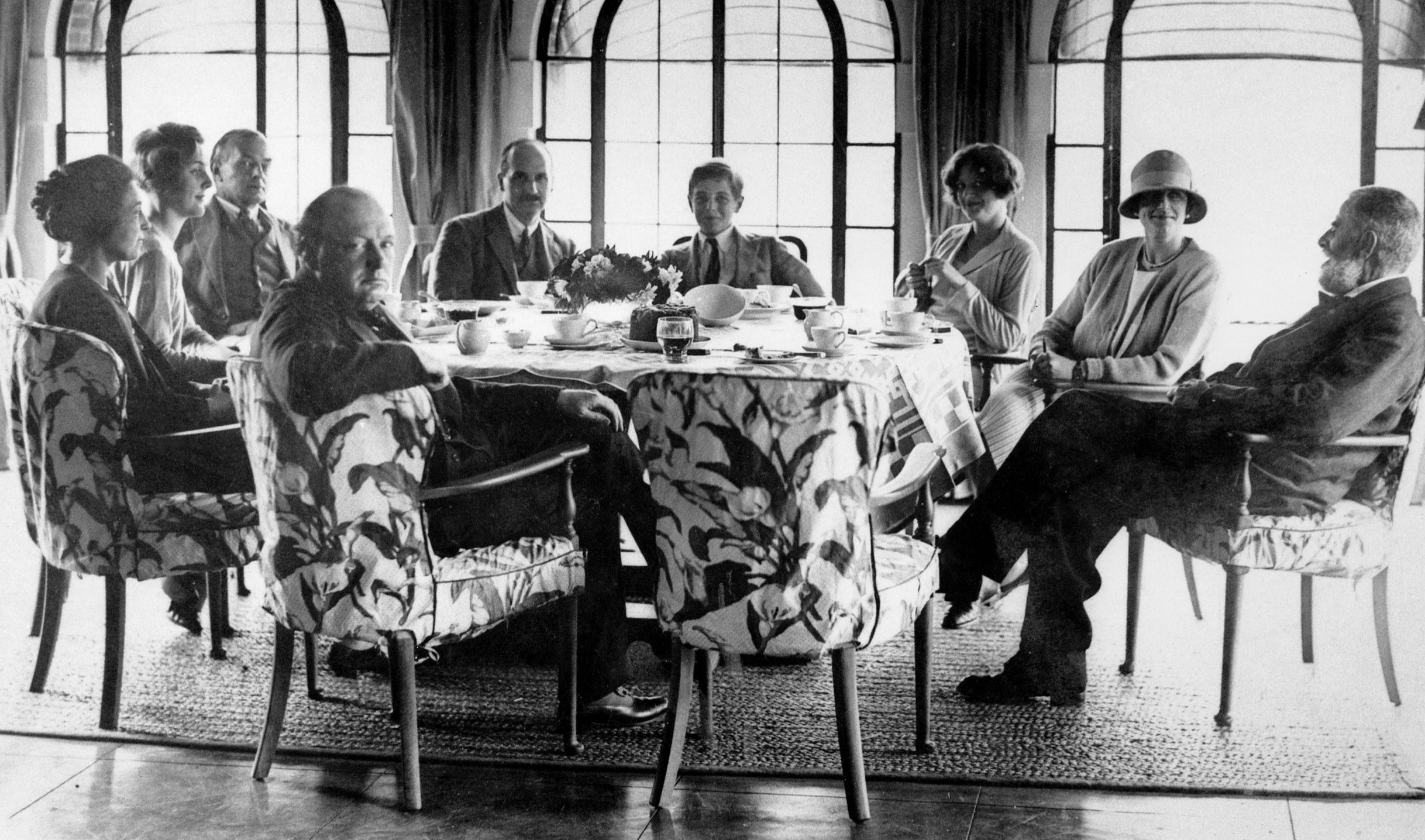
Churchill durante il tè pomeridiano a Chartwell con famiglia e amici. Da sinistra sono riconoscibili: Thérèse Sickert, Diana Mitford, Eddie Marsh (segretario privato di Churchill), Frederick Lindemann, Randolph Churchill, Diana Churchill, la moglie Clementine e il pittore Walter Sickert

Dal punto di vista caratteriale Churchill si presentava come un uomo sicuramente gioviale, che per tutta la vita amò il buon cibo e la compagnia di persone brillanti e di successo, ma anche di gente comune, questi ultimi soprattutto allo scopo di avere sempre sotto controllo gli umori dell'opinione pubblica.. Per tutta la vita Churchill amò il ruolo di anfitrione e la sua generosa ospitalità era ben nota. Le sue abitazioni, in campagna o a Londra, erano frequentate di continuo da ospiti e amici di vario genere: tale caratteristica era stata ereditata dalla madre, che era stata una delle dame più in vista della società tardo-vittoriana ed edoardiana. Tuttavia, e ciò fu notato da molti di coloro che lo frequentarono, egli emergeva sempre come il leader di qualsiasi accolita si formasse attorno alla sua persona: in qualunque gruppo si trovasse assumeva sempre il ruolo guida, ed era lui stesso a pretenderlo. Come disse con una celebre battuta: ”Il mio ideale di un buon pranzo è il seguente: primo, avere buon cibo; poi, discutere del buon cibo; e, dopo aver elaboratamente discusso di questo buon cibo, discutere un buon argomento...con me capo conversatore”.
La sua tendenza all'egocentrismo, unita ad una naturale ambizione, era una caratteristica di cui Churchill era conscio, e della quale si vantava apertamente: "Naturalmente sono egoista, dove arrivi se non lo sei?". Tuttavia, ciò non influiva sull'affetto e sulla devozione degli amici più intimi. Il peso debordante dell'ego churchilliano era bilanciato infatti da un'assoluta lealtà verso amici e familiari, tanto che uno di loro riferì: "si sarebbe fatto ammazzare per un amico". Una delle sue più care amiche, l’attrice americana Maxine Elliott, gli disse una volta: ”Sei la creatura più straordinariamente dotata di tutto il mondo e quando vai via è come se se ne andasse il sole”.

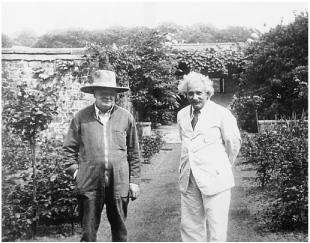
Churchill con un illustre ospite: Albert Einstein a Chartwell nel 1933

La personalità e il carattere di Churchill presentavano numerose sfaccettature. Uno dei tratti che maggiormente influirono sul suo comportamento erano le crisi depressive alle quali andava spesso soggetto, un tratto patologico anch’esso ereditario nella sua famiglia paterna (dei sette duchi di Marlborough suoi antenati ben cinque avevano manifestato tendenze depressive). Esse si manifestarono soprattutto nei momenti di inattività e isolamento politico ai quali fu soggetto in diverse occasioni nel corso della sua carriera; Churchill era infatti, sin bambino, un infaticabile iperattivo, sempre necessitante di attività, intellettuali o materiali, che lo tenessero occupato. Egli si alzava al mattino piuttosto tardi, ma lavorava fino a notte inoltrata. Dopo cena passava ore a dettare ogni genere di testo alle sue segretarie, con le quali era molto esigente: il suo disappunto poteva dar luogo a scatti d’ira violenti. Nel tempo libero fu anche un muratore dilettante, amando costruire edifici e mura del giardino nella sua casa di campagna a Chartwell, dove allevava anche farfalle. A causa di questo hobby, Churchill si iscrisse al sindacato dei lavoratori dell'edilizia, ma fu espulso dopo il suo rientro nel Partito Conservatore nel 1924.
In età avanzata il suo medico, lord Moran, gli prescrisse alcune amfetamine come cura contro la depressione, ma per tutta la vita le crisi che lo afflissero, da lui ribattezzate “il cane nero”, lo abbattevano a tal punto che Churchill restava inchiodato al letto per settimane, incapace di alzarsi, salvo poi riprendersi a ricominciare la vita di tutti i giorni. Tuttavia, secondo altra parte della storiografia, anche medica, Churchill non fu mai realmente affetto da una depressione clinica, dovendo ritenersi i suoi momenti di abbattimento perfettamente compatibili con sbalzi di umore fisiologici e comuni alla maggioranza degli individui. Un altro tratto caratteriale che lo contraddistinse era il pianto frequente, anche in pubblico: Churchill si emozionava e si commuoveva facilmente, specie davanti ad immagini di sofferenza o di ingiustizia, presenti ad esempio in un film. Secondo il biografo William Manchester tale inclinazione al pianto, poco consona ad un’epoca nella quale la mascolinità truce era considerata l’unica socialmente accettabile, può spiegare la diffusione, ad opera dello stesso Churchill, di leggende circa le sue abitudini di bevitore, molto esagerate rispetto alla realtà. Churchill infatti faceva senz’altro consumo regolare di alcoolici, ma molti di coloro che lo frequentavano nella quotidianità hanno testimoniato che non vi fosse nulla di esagerato in tali abitudini. La fama di accanito bevitore, che ancora oggi lo circonda, fu in gran parte creata da Churchill stesso per dare un’immagine “machista” di sé, che compensasse le fragilità del suo carattere.
Altro elemento caratteristico era il suo rapporto con il denaro: fino a tarda età fu in croniche difficoltà economiche, a causa dello stile di vita dispendioso, ben al di sopra delle sue effettive disponibilità. Come afferma il suo più recente biografo, Andrew Roberts: "Spendeva regolarmente di più di quanto avesse, il che è in se stesso un atteggiamento aristocratico".
Nonostante tali fragilità, Churchill era comunque dotato di una notevole fiducia in sé stesso e nelle proprie capacità. Tale fiducia, pressoché sconfinata, gli derivava in parte dall’origine aristocratica, e di una famiglia in particolare che aveva giocato spesso un ruolo chiave nella storia inglese e anche europea, in parte da una fede totale nel proprio talento, unita ad una scarsa fiducia verso altri politici suoi contemporanei e colleghi. Con i collaboratori era esigente e, in generale, la sua personalità presentava, accanto ad alcune fragilità di fondo, anche tratti autoritari e modi di fare imperiosi. Churchill era senza dubbio dotato di un ego molto pronunciato: le sue qualità dialettiche erano riconosciute, da estimatori ed avversari, come eccelse, ed infatti sin da giovanissimo parlamentare i suoi interventi riempivano l’aula dei Comuni. Tuttavia, ciò comportava anche rapporti difficili, soprattutto con i colleghi con i quali era spesso in disaccordo; il suo migliore amico, e collega, lord Birkenhead, una volta affermò: “Quando Winston ha ragione, è straordinario. Ma quando ha torto, che Dio ci scampi!”.
Con gli avversari politici e nell’agone pubblico in generale, Churchill amò sempre essere provocatorio. Amava colpire con la sua tagliente ironia gli avversari, provocarli e addirittura, durante i dibattiti parlamentari, uno dei suoi principali divertimenti era quello di portare gli avversari con i suoi attacchi al limite della sopportazione e poi prendersi gioco di loro mentre questi si infuriavano, persino con smorfie e pernacchie. Non aveva alcun timore ad esporsi ed anzi, suscitare controversie, anche feroci, lo divertiva; sebbene amasse l’applauso e l’approvazione della folla, non si tirò mai indietro di fronte alle contestazioni. In particolare negli anni immediatamente seguenti alla Prima guerra mondiale, quando si fece una fama di feroce anticomunista, Churchill non aveva timore a sfidare impunemente i picchetti operai che regolarmente si presentavano ai suoi comizi per contestarlo, anche violentemente, con insulti e urla che volavano da ogni parte. Come ha scritto Roy Jenkins, Churchill ”non poteva resistere dal trovarsi dal centro della mischia”.

## Rapporti con i genitori
I rapporti di Churchill con i suoi genitori furono uno dei tratti caratterizzanti la sua vita e lo sviluppo della sua personalità. Essi furono sempre freddi e distanti, perlomeno nell'infanzia. I genitori erano i tipici membri della società aristocratica vittoriana, perennemente impegnati nella vita mondana e politica tale da non lasciare spazio ad un legame autentico con i figli. In questo l'infanzia di Churchill, a detta di suo nipote Peregrine, non fu diversa da quella della maggior parte dei bambini delle classi elevate dell'epoca.

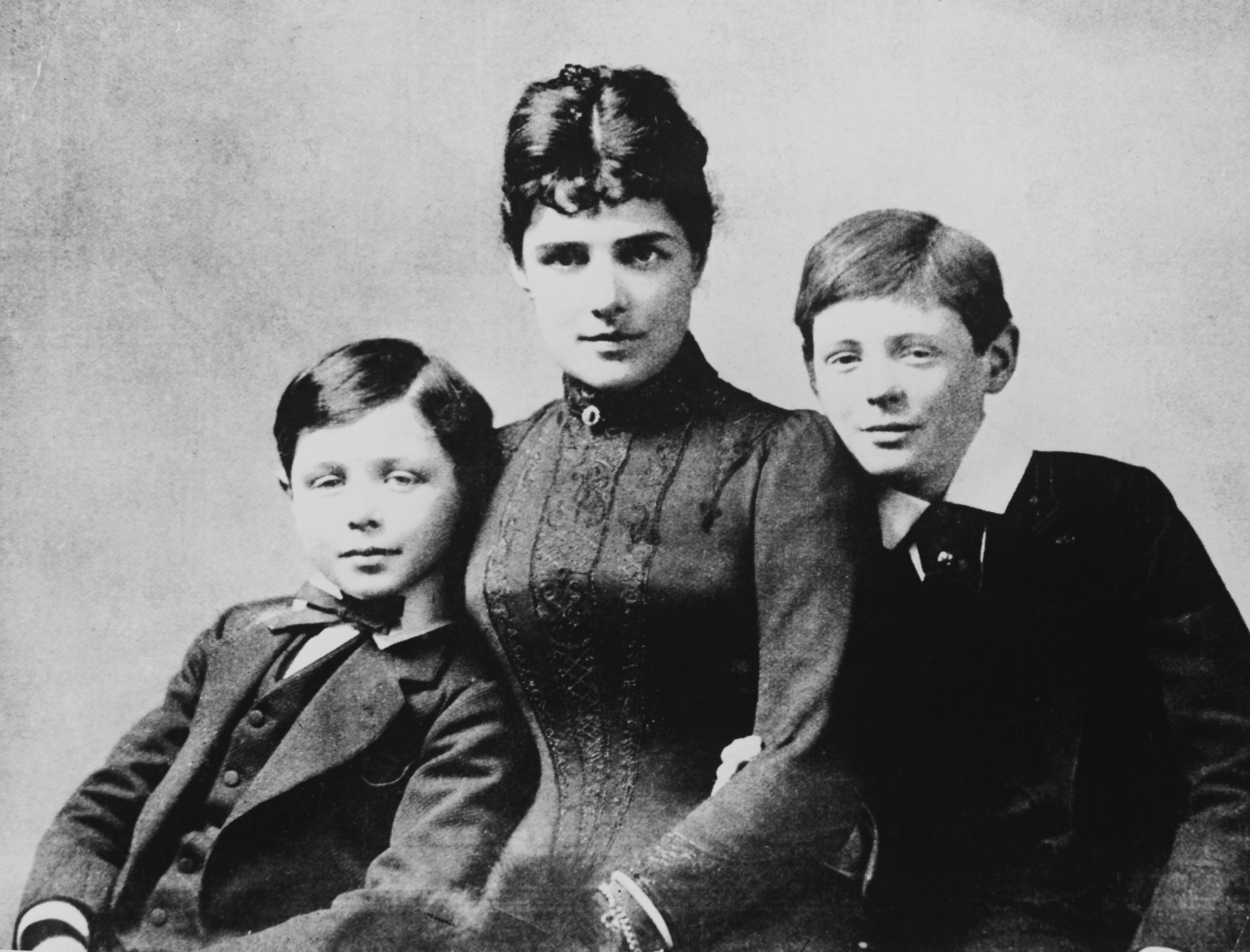
Lady Randolph Churchill con i figli Winston e Jack nel 1889

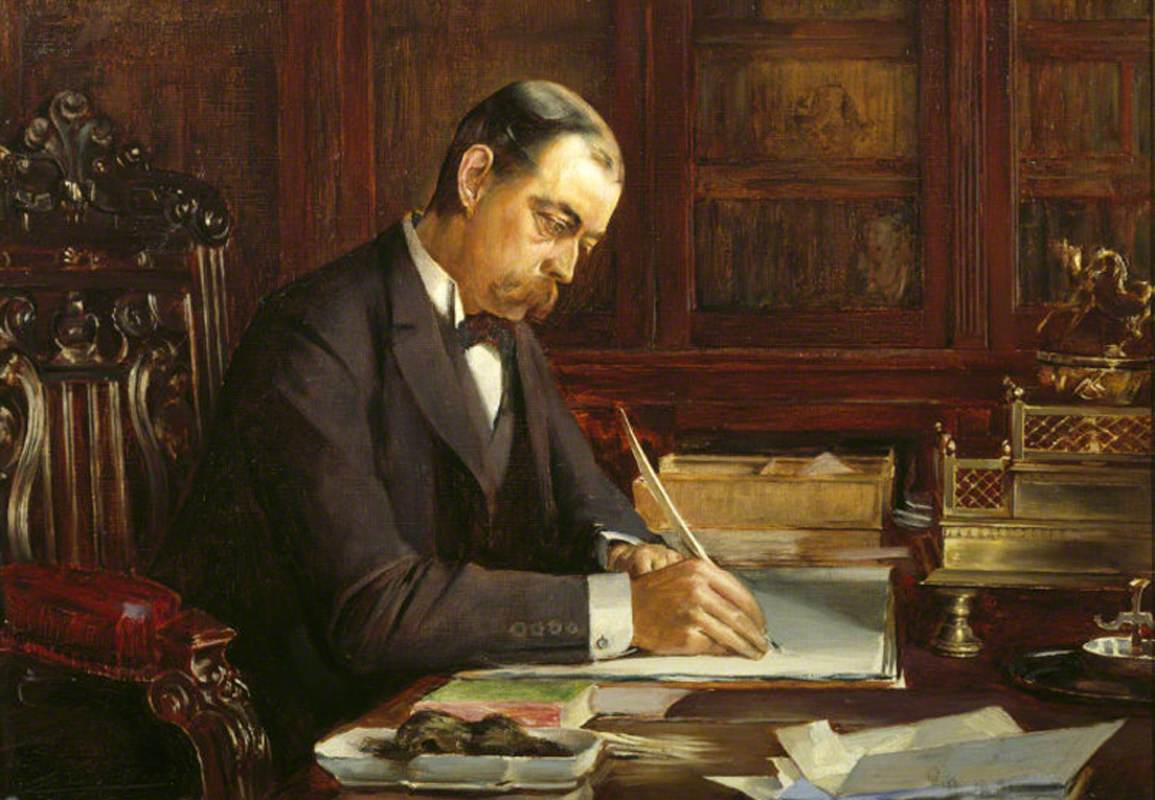
Lord Randolph Churchill alla sua scrivania ministeriale nel 1886

Nel caso specifico, tuttavia, si aggiungevano anche altri elementi. Il padre di Churchill, Lord Randolph, riteneva il figlio inadatto e indisciplinato, non degno del suo alto nome, e glielo dimostrò apertamente in numerose occasioni. Lo stesso Churchill confidò al proprio figlio (anch'egli chiamato Randolph) alla fine degli anni '30: "Stasera abbiamo avuto una conversazione più lunga di quanto abbia mai avuto io con mio padre nel corso di tutta la sua vita". Al di là della superficie, comunque, altri biografi hanno evidenziato come i rapporti tra i due siano stati straordinariamente più complessi. Da un lato, Lord Randolph si preoccupò sempre dell'andamento scolastico di Winston e di garantire ad entrambi i figli un decoroso sostentamento economico, soprattutto quando le sue condizioni di salute cominciarono a declinare rapidamente; il che contrasta con il totale disinteresse che spesso è stato descritto.
D'altra parte, Churchill soffrì sempre della mancata relazione con la figura paterna: il suo massimo desiderio, disse una volta, sarebbe stato quello di "sedere al suo fianco nell'aula dei Comuni e combattere le sue battaglie". La lealtà di Churchill verso il padre durò tutta la vita: fu il suo primo biografo, si rifece a lui costantemente nel corso della carriera (quando fu nominato cancelliere dello Scacchiere indossò la toga cerimoniale che era già stata del padre quarant'anni prima, conservata in un ripostiglio). Dopo la Seconda guerra mondiale, nel 1947, all'apice della fama mondiale, Churchill compose un racconto intitolato "The dream" (Il sogno), nel quale immaginava un incontro onirico con il padre, nel quale lui gli narrava tutti i principali avvenimenti dell'ultimo mezzo secolo, senza però menzionare il fatto di essere stato un protagonista in gran parte di essi. Una sorta di confronto postumo che mostra la plastica raffigurazione del rapporto irrisolto tra padre e figlio, quest'ultimo ancora vivente all'ombra del genitore e ansioso di quel riconoscimento affettivo che in vita era mancato.
Per quanto riguarda la madre, essa è stata definita da William Manchester "fondamentalmente fredda e frivola". Lei stessa scrisse nel suo diario dei figli ancora piccoli: "Comincerò a frequentarli quando diventeranno interessanti". In effetti, Lady Randolph, come fu da tutti conosciuta anche dopo la morte del primo marito, entrò in rapporti autentici con i propri figli solo quando questi divennero adulti. Anche allora, secondo lo stesso Churchill, i rapporti con la madre furono "più simili a quelli tra due amici che tra una madre e un figlio". Lady Randolph fu una delle dame più in vista della società tardo-vittoriana ed edoardiana, regina dei salotti di Londra, Parigi, New York e Roma (era molto amica della principessa Caetani), poteva contare su una rete di conoscenze nel modo politico, del giornalismo e degli affari fittissima e di livello internazionale. Dopo la morte del marito mise questa rete al servizio del figlio Winston, prodigandosi per aiutarlo in ogni modo nella sua ascesa. Da allora i due si riavvicinarono, sebbene il rapporto fosse sempre carente del lato affettivo propriamente materno, che Lady Randolph, a detta dei biografi, era incapace di donare. Quando morì, nel 1921, Winston la ricordò così nel telegramma di ringraziamento di uno dei moltissimi conoscenti che avevano inviato le condoglianze: "Tutto sommato ha avuto una vita felice".

## Albero genealogico
|                                                 |              |                                              | Genitori                                  |  |  | Nonni |  |  | Bisnonni                                         |  |  | Trisnonni                                       |  |
|                                                 |              |                                              |                                           |  |  |       |  |  | George Spencer-Churchill, VI duca di Marlborough |  |  | George Spencer-Churchill, V duca di Marlborough |  |
|                                                 |              |                                              |                                           |  |  |       |  |  | George Spencer-Churchill, VI duca di Marlborough |  |  | George Spencer-Churchill, V duca di Marlborough |  |
|                                                 |              | Lady Susan Stewart                           |                                           |  |  |       |  |  | George Spencer-Churchill, VI duca di Marlborough |  |  |                                                 |  |
| John Spencer-Churchill, VII duca di Marlborough |              |                                              |                                           |  |  |       |  |  | George Spencer-Churchill, VI duca di Marlborough |  |  |                                                 |  |
|                                                 |              | Lady Jane Stewart                            | George Stewart, VIII conte di Galloway    |  |  |       |  |  |                                                  |  |  |                                                 |  |
|                                                 |              | Lady Jane Stewart                            | George Stewart, VIII conte di Galloway    |  |  |       |  |  |                                                  |  |  |                                                 |  |
|                                                 |              | Lady Jane Stewart                            | Lady Jane Paget                           |  |  |       |  |  |                                                  |  |  |                                                 |  |
| Lord Randolph Spencer-Churchill                 |              | Lady Jane Stewart                            |                                           |  |  |       |  |  |                                                  |  |  |                                                 |  |
|                                                 |              | Charles Stewart, III marchese di Londonderry | Robert Stewart, I marchese di Londonderry |  |  |       |  |  |                                                  |  |  |                                                 |  |
|                                                 |              | Charles Stewart, III marchese di Londonderry | Robert Stewart, I marchese di Londonderry |  |  |       |  |  |                                                  |  |  |                                                 |  |
|                                                 |              | Charles Stewart, III marchese di Londonderry | Lady Frances Pratt                        |  |  |       |  |  |                                                  |  |  |                                                 |  |
| Lady Frances Anne Vane                          |              | Charles Stewart, III marchese di Londonderry |                                           |  |  |       |  |  |                                                  |  |  |                                                 |  |
|                                                 |              | Lady Frances Vane-Tempest                    | Sir Henry Vane-Tempest, II baronetto      |  |  |       |  |  |                                                  |  |  |                                                 |  |
|                                                 |              | Lady Frances Vane-Tempest                    | Sir Henry Vane-Tempest, II baronetto      |  |  |       |  |  |                                                  |  |  |                                                 |  |
|                                                 |              | Lady Frances Vane-Tempest                    | Anne MacDonnell, II contessa di Antrim    |  |  |       |  |  |                                                  |  |  |                                                 |  |
| Sir Winston Spencer-Churchill                   |              | Lady Frances Vane-Tempest                    |                                           |  |  |       |  |  |                                                  |  |  |                                                 |  |
|                                                 | Issac Jerome | Aaron Jerome                                 |                                           |  |  |       |  |  |                                                  |  |  |                                                 |  |
|                                                 | Issac Jerome | Aaron Jerome                                 |                                           |  |  |       |  |  |                                                  |  |  |                                                 |  |
|                                                 | Issac Jerome | Elizabeth Ball                               |                                           |  |  |       |  |  |                                                  |  |  |                                                 |  |
| Leonard Jerome                                  | Issac Jerome |                                              |                                           |  |  |       |  |  |                                                  |  |  |                                                 |  |
|                                                 |              | Aurora Murray                                | Reuben Murray                             |  |  |       |  |  |                                                  |  |  |                                                 |  |
|                                                 |              | Aurora Murray                                | Reuben Murray                             |  |  |       |  |  |                                                  |  |  |                                                 |  |
|                                                 |              | Aurora Murray                                | Sarah Guthrie                             |  |  |       |  |  |                                                  |  |  |                                                 |  |
| Jennie Jerome                                   |              | Aurora Murray                                |                                           |  |  |       |  |  |                                                  |  |  |                                                 |  |
|                                                 |              | Ambrose Hall                                 | Ambrose Hall                              |  |  |       |  |  |                                                  |  |  |                                                 |  |
|                                                 |              | Ambrose Hall                                 | Ambrose Hall                              |  |  |       |  |  |                                                  |  |  |                                                 |  |
|                                                 |              | Ambrose Hall                                 | Mehitable Beach                           |  |  |       |  |  |                                                  |  |  |                                                 |  |
| Clarissa Hall                                   |              | Ambrose Hall                                 |                                           |  |  |       |  |  |                                                  |  |  |                                                 |  |
|                                                 |              | Clarissa Willcox                             | David Wilcox                              |  |  |       |  |  |                                                  |  |  |                                                 |  |
|                                                 |              | Clarissa Willcox                             | David Wilcox                              |  |  |       |  |  |                                                  |  |  |                                                 |  |
|                                                 |              | Clarissa Willcox                             | Anna Baker                                |  |  |       |  |  |                                                  |  |  |                                                 |  |
|                                                 |              | Clarissa Willcox                             |                                           |  |  |       |  |  |                                                  |  |  |                                                 |  |

## Amicizie e relazioni personali
Churchill coltivò per tutta la sua esistenza un'intensa vita sociale, che lo portò a stringere relazioni di amicizia con molti dei più eminenti personaggi della politica, della cultura e dello spettacolo del suo tempo.

### Amici intimi
Le sue due amicizie più strette ed intime furono quella con Frederick Edward Smith, I conte di Birkenhead, un famoso avvocato e uomo politico conservatore e con Violet Asquith, figlia del primo ministro liberale Herbert Henry Asquith. Costei era perdutamente innamorata di Churchill; quando lui le comunicò il suo fidanzamento con Clementine Hozier, lei tentò il suicidio. Salvatasi, sposerà in seguito Maurice Bonham Carter ed è la nonna dell'attrice Helena Bonham Carter. Churchill disse dopo che ebbe appreso la notizia "In effetti mi sono comportato male con Violet, eravamo quasi fidanzati"; ciononostante Violet rimase la più intima amica donna di Churchill fino alla sua morte, e anche commentando il suo decesso con i giornalisti, nel 1965, dalle sue parole trasparì un affetto profondo: "Il suo caro e amato viso era sereno anche nella morte" disse.

### Colleghi

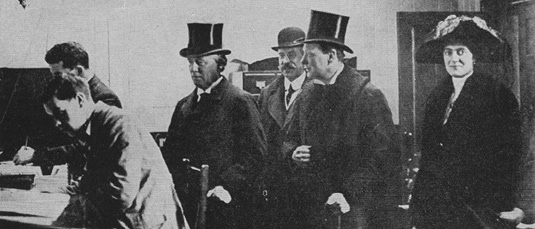
Da destra: Clementine e Winston Churchill con Herbert Asquith nel 1911.

Negli anni della sua ascesa, durante l'adesione al partito liberale, le frequentazioni di Churchill gravitarono soprattutto negli ambienti riformisti e progressisti vicini ai liberali. Fu in questo periodo che Churchill divenne assiduo dei coniugi Webb, i fondatori del movimento fabiano, tramite i quali conobbe William Beveridge, il quale cominciò la sua collaborazione con il governo britannico tramite Churchill. Ma fu soprattutto con David Lloyd George che Churchill sviluppò in quegli anni un legame di amicizia quasi fraterno che, sebbene incrinatosi dopo la Prima guerra mondiale, proseguì fino alla morte di Lloyd George nel 1945. È lo stesso Churchill a raccontare che lui e Lloyd George trascorrevano ogni giorno diverse ore insieme a discutere di politica ed entrambi furono i membri di maggior spicco del governo liberale 1908-1915. Strettissimi furono anche i rapporti della famiglia Churchill con quella di Asquith, il Primo ministro, con il quale Churchill e la moglie trascorrevano spesso le vacanze. Altra frequentazione importante fu quella del circolo di Bloomsbury, soprattutto attraverso il salotto di lady Ottoline Morrell, i cui ospiti comprendevano Virginia Woolf, Bertrand Russell e John Maynard Keynes.

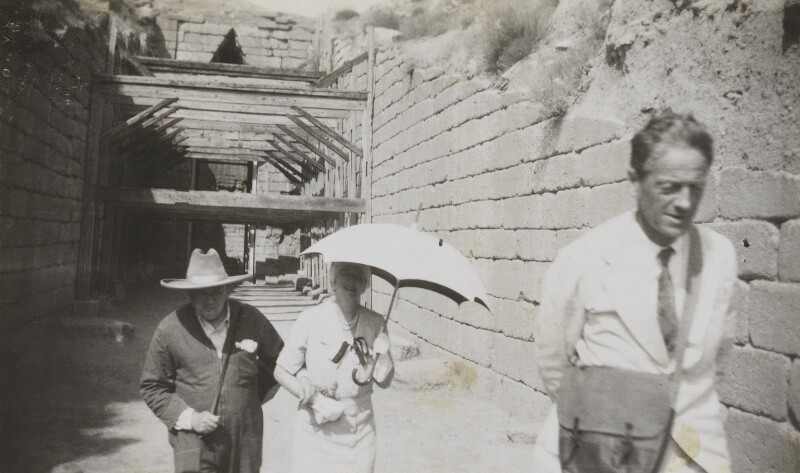
Churchill con la moglie Clementine e l'amico lord Moyne in vacanza a Micene nel 1934.

Nel 1911 Churchill e Frederick Smith, vistisi rifiutare la partecipazione ad una delle più venerabili associazioni politiche britanniche, noto semplicemente come The Club, fondato alla fine del '700 da Edmund Burke, decisero di fondare la loro propria associazione, chiamandola The Other Club (L'altro Club). Il gruppo doveva comprendere rappresentanti politici di tutti gli schieramenti, e creare un clima di discussione aperta e convivialità tra i membri. Il primo nucleo comprendeva 12 Conservatori, 12 Liberali e altri 12 membri eminenti non politici. Lo spirito del gruppo era esemplificato dalla regola 12 secondo cui "Nulla dei rapporti e regole del Club permetterà l'interferenza dei rancori o delle divisioni di partito". Il gruppo era dotato di un Comitato Esecutivo per risolvere dispute interne, non poteva essere composto da più di cinquanta membri e richiedeva una quota di sottoscrizione di 7 sterline l'anno. Le cene avvenivano all'Hotel Savoy ogni due giovedì del mese alle 8.15, mentre il Parlamento era in sessione. I capigruppo dei due principali partiti erano co-segretari del Club, in modo da favorire le relazioni interpartitiche. Dopo la morte di Birkenhead nel 1930, che sprofondò Churchill in una grave crisi depressiva, egli rimase il solo leader del gruppo e non mancò mai a nessuna riunione, nemmeno durante le due guerre mondiali. Come racconta il marchese di Salisbury
Membri importanti dell'Other Club di Churchill sono stati: militari come il generale Lord Kitchener, l'ammiraglio John Jellicoe e Bernard Law Montgomery, uomini politici come Leo Amery, Oswald Mosley (espulso nel 1935 per la sua adesione al fascismo) e David Lloyd George; scrittori come H. G. Wells, P. G. Wodehouse, artisti come William Orpen e l'attore Laurence Olivier, uomini d'affari come Aristotele Onassis e accademici come l'economista John Maynard Keynes; fu durante una cena all'Other Club che Churchill propose a Keynes di guidare la conferenza di Bretton Woods. L'Other Club proseguì anche dopo la morte di Churchill ed esiste tuttora; tra i suoi membri attuali figurano il nipote di Churchill, Nicholas Soames, Tony Blair, Carlo, principe di Galles e lo storico Max Hastings.

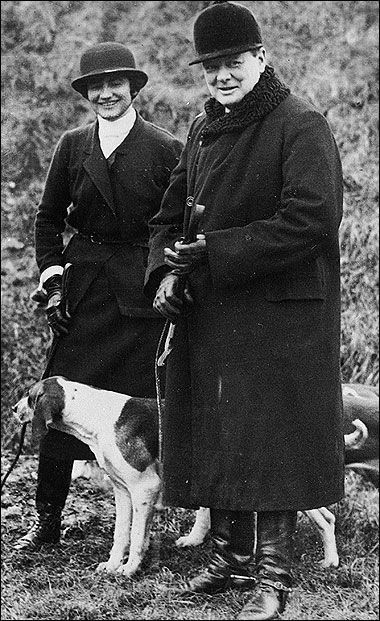
Churchill insieme con Coco Chanel negli anni '20.

### Mondo dello spettacolo

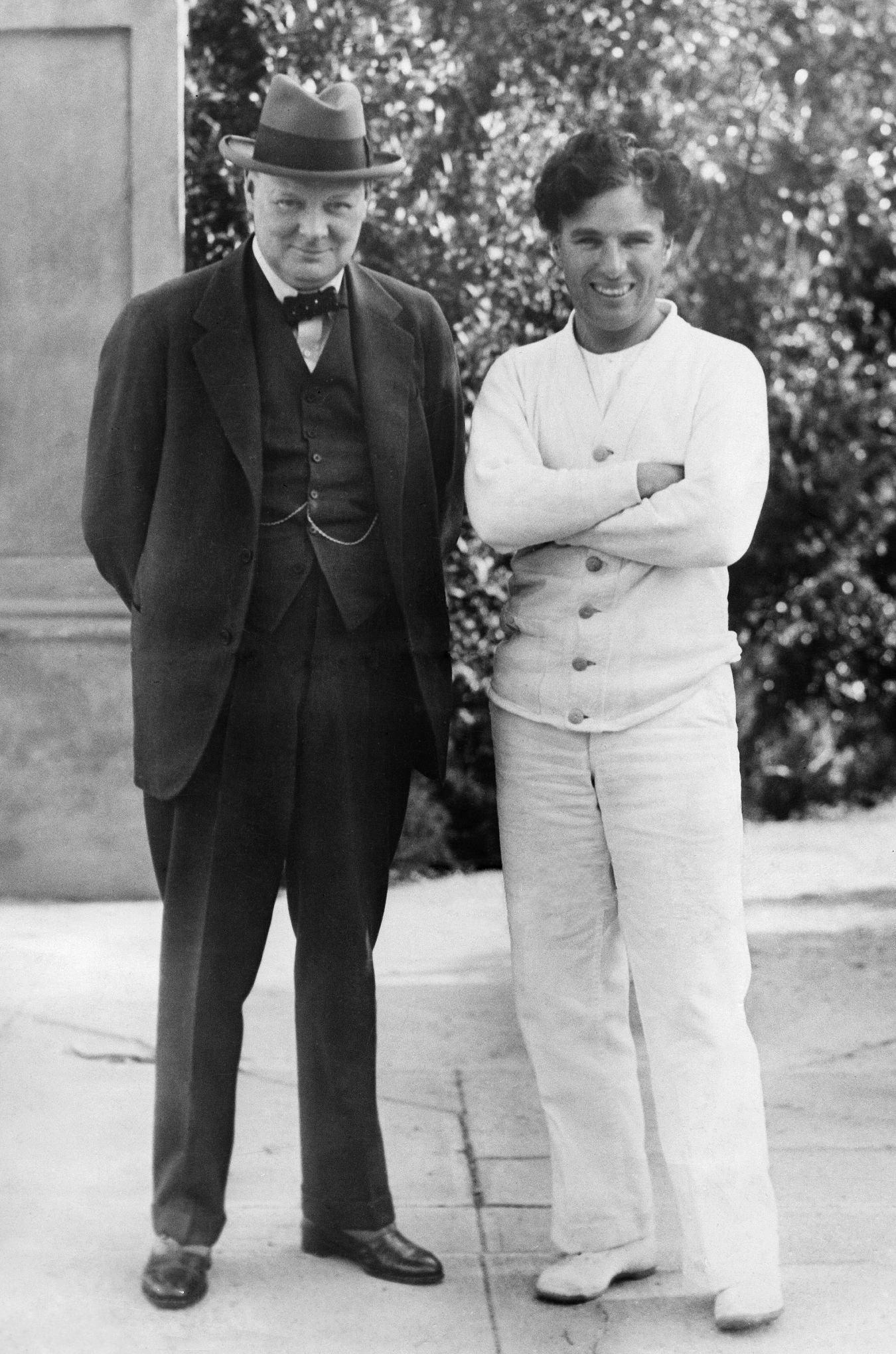
Churchill con Charlie Chaplin sul set di Luci della città nel 1929.

Durante un viaggio in California nel 1929 con il figlio Churchill strinse amicizia con William Randolph Hearst e soprattutto con Charlie Chaplin, cui Churchill offrì di scrivere un copione per un film su Napoleone che l'attore avrebbe dovuto interpretare; il progetto tuttavia rimase sulla carta. Churchill descrisse Chaplin in una lettera alla moglie come "'Bolscevico in politica, delizioso nella conversazione". La sua frequentazione di attori e uomini d'affari era vista da molti aristocratici britannici come una bizzarria, legata al lato americano della sua famiglia materna.

### Famiglia reale

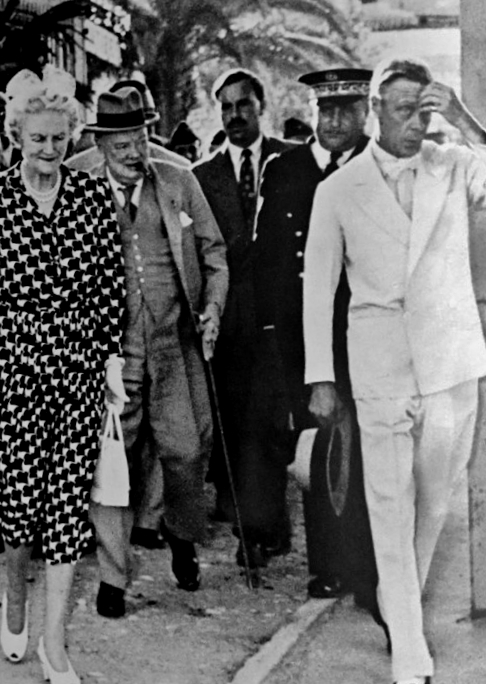
Churchill e la moglie con il duca di Windsor in Costa Azzurra nel 1950.

Molto strette furono anche le relazioni di Churchill con la Famiglia reale britannica. In gioventù frequentò soprattutto il re Edoardo VII, già amico dei suoi genitori e per qualche tempo amante di sua madre. In seguito i suoi rapporti più stretti furono con il principe di Galles Edoardo, futuro Edoardo VIII che supportò fedelmente anche durante la crisi dell'abdicazione, tanto che tra i pochi intimi invitati al matrimonio di Edoardo e Wallis Simpson in Francia figurava anche il figlio di Churchill, Randolph, a conferma dello stretto legame tra i Churchill e i duchi di Windsor.
Ciò derivava anche dalla frequentazione da parte di Churchill della compagnia di Maud Cunard, l'ereditiera americana della nota compagnia di navigazione, che aveva presentato la Simpson a Edoardo; Churchill era un frequentatore abituale delle feste di casa Cunard. Durante una di queste serate ebbe anche un alterco con il cugino lord Londonderry, un simpatizzante nazista. Londonderry rinfacciò poi a Churchill di avergli rovinato la carriera politica in quell'occasione, come riferisce Chips Channon, anche lui membro della compagnia:
Durante la guerra Churchill sviluppò un forte rapporto di amicizia personale con il nuovo re Giorgio VI e la sua famiglia, in particolare la figlia Elisabetta. Quando questa ascese al trono nel 1953 Churchill la definì meravigliosa e tra i due si sviluppò un rapporto di amicizia come tra padre e figlia. Elisabetta adorava discutere con Churchill, i loro incontri settimanali duravano ore, nel corso delle quali l'anziano statista intratteneva la regina con le passioni comuni (i cavalli) e i ricordi della sua giovinezza. Anche il ramo Mountbatten della famiglia ebbe strette relazioni con Churchill: Luigi di Battenberg fu First Sea Lord quando Churchill era ministro della Marina nel 1911-1915 e suo figlio Louis Mountbatten, mentore e prozio del re Carlo III – allora principe Carlo –, fu uno degli uomini più vicini a Churchill nel corso della Seconda guerra mondiale.

### Militari, aristocrazia, intellettuali e finanza
Altri membri del circolo di amici di Churchill comprendevano il famoso colonnello Lawrence, la duchessa di Sutherland Millicent St Clair-Erskine, il duca di Westminster Bendor Grosvenor e la sua amante Coco Chanel oltre alla cugina Consuelo Vanderbilt. La duchessa di Sutherland e il marito in particolare ospitarono Churchill nel loro castello di Dunrobin, nelle Highland scozzesi, dopo la morte della figlioletta Marigold; Churchill passò dai Sutherland diverse settimane a dipingere per curarsi dal grave attacco depressivo che lo aveva colto in seguito alla perdita della figlia. Un altro grande amico di famiglia fu Walter Guinness, I barone Moyne, poi Alto Commissario per la Palestina assassinato da un gruppo terroristico sionista nel 1944. La moglie di Churchill fu ospite di Moyne per una crociera in Indonesia nel 1930 e il figlio di questi, Bryan, fu anche il primo marito della nipote di Churchill, Diana Mitford.

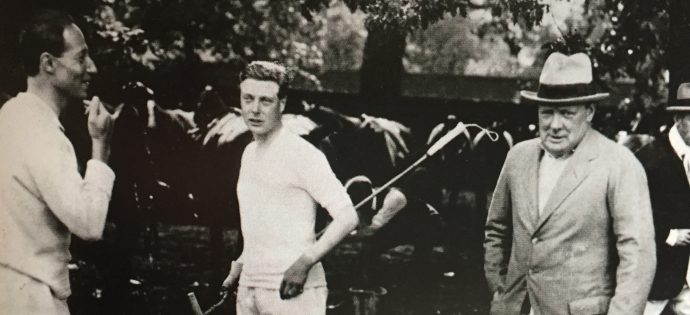
Da sinistra: Philip Sassoon, il principe di Galles Edoardo e Churchill a Trent Park negli anni '30.

Altra frequentazione molto stretta fu quella con il suo editore americano, Emery Reves. Churchill visitava spesso Emery e sua moglie Wendy Russell Reves nella loro villa, La Pausa, nel sud della Francia, che era stata originariamente costruita nel 1927 per Coco Chanel dal suo amante, il II duca di Westminster. La villa fu ricostruita e trasformata in museo nel 1985 con una galleria di dipinti e cimeli di Churchill.
Per quanto riguarda i suoi rapporti con le donne, Churchill esercitò un indiscutibile fascino su molti personaggi femminili che lo conobbero, anche insospettabili, come la deputata laburista e marxista Ellen Wilkinson; dopo essere stata una sua acerrima nemica, la Wilikinson divenne addirittura "infatuata" di Churchill, secondo coloro che la conobbero. Oltre a Violet Asquith, altre grandi amiche di Churchill furono la principessa francese, di origine rumena, Martha Bibescu, scrittrice amica anche di Proust e regina dei salotti di Parigi, che dedicò a Churchill addirittura una breve biografia e lady Diana Cooper, che lo definì "L'uomo più vicino al genio che abbia mai incontrato".
Un aspetto particolare delle relazioni sociali di Churchill fu la sua amicizia con diversi membri della comunità ebraica britannica, fatto che gli procurò una certa diffidenza presso alcuni ambienti dell'aristocrazia ancora fortemente antisemiti, come già era accaduto per suo padre. Lord Randolph aveva coltivato sin dai tempi della scuola una buona amicizia con lord Nathan Rothschild e poi con Ernest Cassel, legato al circolo di amici intimi del principe di Galles, di cui faceva parte anche Randolph. I legami con i Rothschild spinsero addirittura il padre di Churchill a pensare di avviare il figlio agli affari, nel caso avesse fallito per la terza volta l'esame per l'accademia militare (cosa che poi non avvenne). Ernest Cassel fu anche incaricato da lord Randolph, nel suo testamento, di amministrare come fiduciario l'eredità della moglie e dei figli. Churchill coltivò anche una buona amicizia con Philip Sassoon, erede di una famiglia ebraica originaria della Mesopotamia arricchitasi con il commercio della seta nei suk di Baghdad. Churchill fu spesso ospite nella residenza di Sassoon a Trent Park, che raccoglieva molti membri di primo piano della società britannica del tempo. Come racconta il suo segretario Bob Boothby:
Churchill fece uso dei suoi rapporti con i Rothschild nel 1952 quando giunse a Londra Joey Smallwood, primo ministro della provincia canadese di Terranova, il quale intendeva reperire fondi per la costruzione di una centrale idroelettrica che fornisse elettricità alle zone più sperdute dello stato. Churchill contattò immediatamente Edmund Leopold de Rothschild della N M Rothschild & Sons di Londra, un veterano della Brigata ebraica, il quale mise insieme subito un consorzio di banche e imprese minerarie che fornì i fondi richiesti. Ancora oggi le cascate che alimentano la centrale sono chiamate "Churchill Falls" in suo onore.